# Bahiaxenos relictus
Bahiaxenos relictus (лат.) — реликтовый вид веерокрылых, единственный в составе монотипических рода Bahiaxenos и семейства Bahiaxenidae (Strepsiptera). Бразилия.

## Распространение
Типовая серия была собрана в полуаридных условиях (каатинга) на песчаных дюнах в среднем течении реки Сан-Франсиску (Sao Francisco River) в северной части бразильского штата Баия.

## Описание
Длина узкого тела около 3 мм (длина усиков 0,5 мм; ширина головы — 0,6 мм; радиальная длина заднего крыла до 5 мм). Основная окраска желтовато-коричневая. Голова ортогнатная, головная капсула хорошо склеротизированная, фронтальная поверхность слегка выпуклая. Сложный глаз состоит примерно из 60 омматидиев. Жгутик усика состоит из 8 флагелломеров. Жвалы развиты, базально раздвинуты. Нижнечелюстные щупики 1-члениковые (галеа и лациния и нижнегубные щупики отсутствуют). Тазики передних и средних ног конической формы. Задние тазики развиты, но неподвижные, интегрированы в заднегрудку, поперечные. Лапки всех ног 5-члениковые. Крыльев две пары, передние (жужжальца) очень маленькие, пластинчатые; задние большие, широкие, в покое складываются веерообразно. Задние крылья слегка длиннее своей ширины, без поперечных жилок и без замкнутых ячеек. 2-7-й тергиты брюшка широкие, прямоугольные. Предполагаемый вид-хозяин из группы Zygentoma (Щетинохвостки) был собран в том же месте, что и типовая серия.
8-члениковый жгутик усиков и другие признаки показывают реликтовый характер таксона, так как у всех современных веерокрылых усики имеют меньшее число сегментов в жгутике. В ходе изучения Bahiaxenidae установлены их сестринские отношения с Mengenillidae (Mengenillidia) и всеми остальными веерокрылыми, подтверждены сестринские взаимоотношения между ископаемым семейством †Protoxenidae и кладой остальных Strepsiptera, а также между ископаемым родом †Cretostylops и кладой, включающей вымерший род †Mengea и современные Strepsiptera s.s., также подтверждена монофилия Stylopidia и Stylopiformia.
Вид был впервые описан в 2009 году группой бразильских и немецких энтомологов, включая Фредди Браво (Freddy Bravo) и Альберто Сильва-Нето (Alberto Silva-Neto; оба из Laboratorio de Sistematica de Insetos, Departamento de Ciencias Biologicas Universidade Estadual de Feirade Santana, штат Баия, Бразилия), Ганса Поля (Hans Pohl) и Рольфа Бьютеля (Rolf G. Beutel, оба из Entomology Group, Institut fur Spezielle Zoologie und Evolutions biologie mit Phyletischem Museum, Йенский университет имени Фридриха Шиллера, Йена, ФРГ). Родовое название Bahiaxenos происходит от двух слов: названия штата Bahia и имени первого веерокрылого рода (Xenos), описанного ещё в 1793 году. Видовой эпитет B. relictus связан с уникальным реликтовым характером признаков описываемого таксона, который признан живым ископаемым.
- Bahiaxenidae Bravo, Pohl, Silva-Neto & Beutel, 2009
  - Bahiaxenos Bravo, Pohl, Silva-Neto & Beutel, 2009
    - Bahiaxenos relictus Bravo, Pohl, Silva-Neto & Beutel, 2009